# Radslav (kníže)
Radslav či Radislav byl v 10. století zlickým knížetem. Pravděpodobně se mezi lety 929 a 935 postavil proti svatému Václavovi, s nímž však přímý souboj prohrál. Poté již o něm nejsou zprávy.

## Život

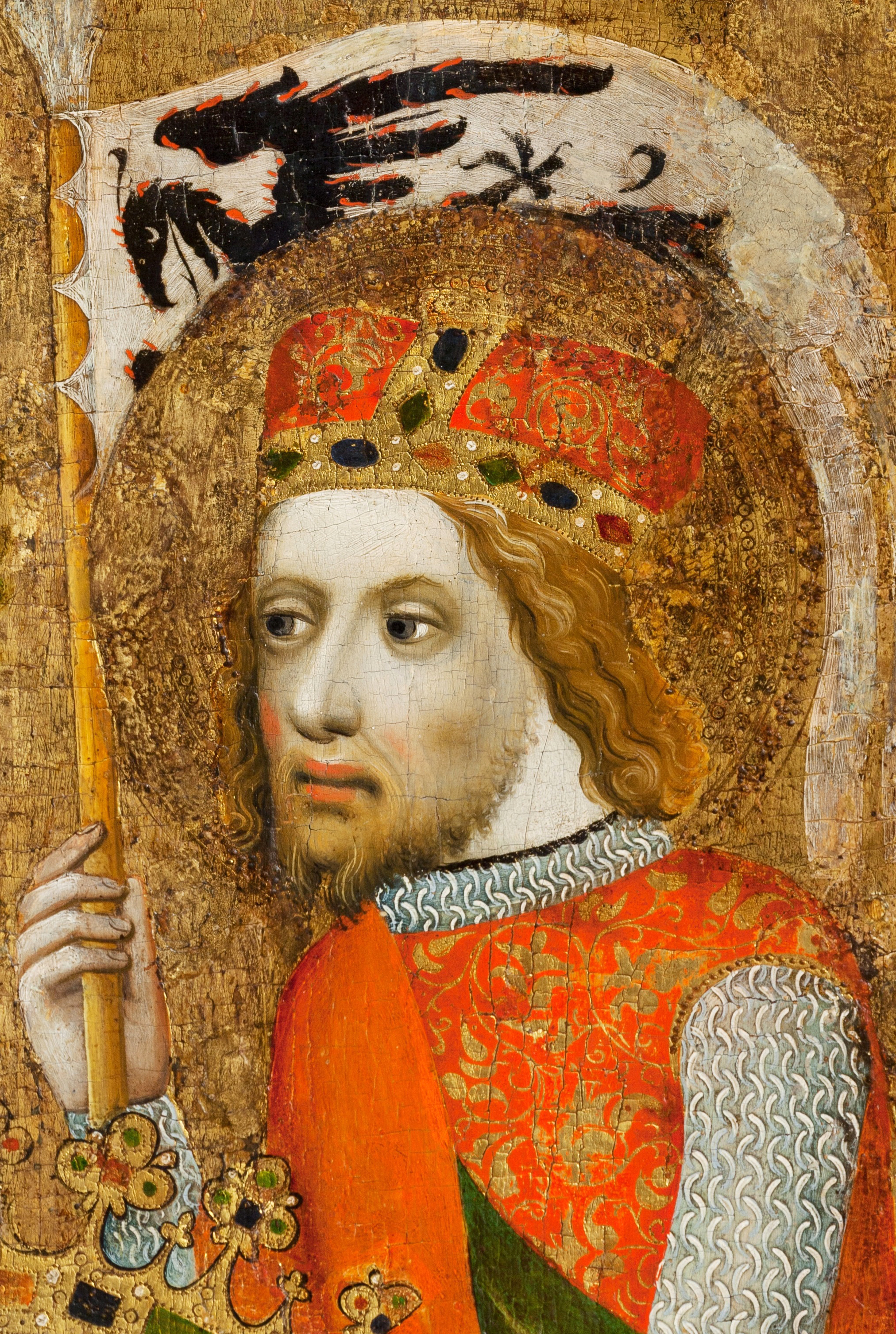
Svatý Václav na Votivním obraze Jana Očka z Vlašimi

Radslav byl zlickým nebo také kouřimským knížetem. Jeho sestrou či dcerou byla pravděpodobně Střezislava, matka svatého Vojtěcha. Jediná zmínka o Radslavovi pochází z Dalimilovy kroniky, jejíž autor čerpal z Kristiánovy legendy.
| „                     | Neboť jeden hrad, zvaný Kouřim, tenkráte ještě počtem lidu mocný, povstal a pokoušel se s knížetem, který v něm žil, postavit se na odpor tomuto světci. Ale když bylo na obou stranách dosti lidí pobito, tu se shodli všichni na tom, aby jen oba vévodové spolu zápasili, a kdo z nich zvítězí, ten že bude vládnout. Když pak vévodové proti sobě postupovali, chtějíce se utkati, ukázal nebeský Bůh kouřimskému vévodovi nebeské vidění, jak totiž svatý Václav má na čele zářící podobu svatého kříže. Jakmile to uviděl, odhodil daleko zbraň, vrhl se mu k nohám a prohlašoval, že nikdo nemůže přemoci toho, komu Bůh takovým znamením pomoc přináší. | “ |
| — Kristiánova legenda | |   |

Tehdy se proti svatému Václavovi Radslav postavil. Václav se po tom, co padlo mnoho mužů rozhodl, že spolu budou bojovat pouze oba vévodové. Nechtěl pravděpodobně, aby domácí válka Čechy oslabila a udělala z nich slabý cíl. Po boji se Radslav Václavovi poddal, ale ten ho ponechal ve funkci kouřimského knížete, kde měl panovat nezávisle na Václavovi.
Na tomto příběhu je problémová nejen datace, ale také místo, kde k boji došlo. Boj mezi Václavem a Radslavem se odehrál pravděpodobně mezi lety 929 až 935. Míst, kde mohlo k boji dojít, je několik. Podle Michala Lutovského došlo k boji buďto ve Staré Kouřimi, nebo na přistoupimském hradišti.